# Aborto autoinduzido

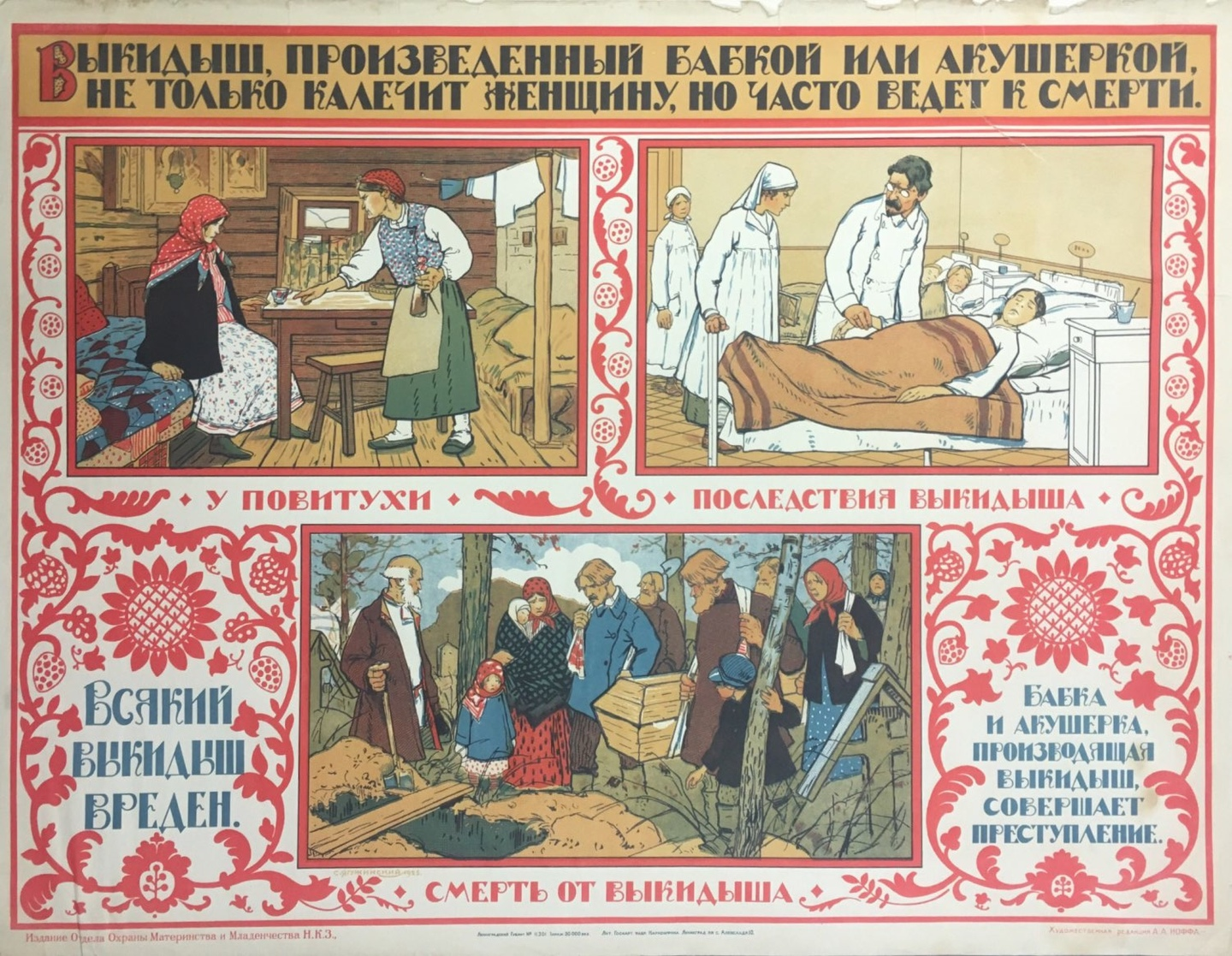
Cartel da União Soviética de 1925, Tradução: “Os abortos realizados por pessoal não qualificado não só podem mutilar à mulher, senão que com frequência também a conduzem à morte”

O aborto auto-induzido é o que é provocado pela própria grávida para remover o feto. Apesar de estarem nesse grupo os meios legais e dentro das recomendações médicas de interromper a gravidez, muitas vezes o aborto auto-induzido é provocado por métodos não recomendados pela medicina e que colocam em risco a saúde da mulher. Essa é uma prática comum em países onde o aborto é proibido por lei ou em que a mulher não tem acesso a ele. Ele pode ser mais facilmente provocado nas primeiras semanas de gestação.

## Aborto clandestino
Especificamente, o aborto clandestino é aquele que se realiza habitualmente nos países que está penalizada sua prática ou é ilegal. O propósito é ocultar sua realização bem como a identidade da mulher com o objecto de eludir as penas que possam impor as autoridades. O aborto clandestino pode-se realizar no país onde é ilegal ou em outros onde seja legal sua prática ou esteja menos penada (turismo abortivo). O aborto clandestino quando se realiza em países onde é ilegal se costuma praticar em condições de insegurança sanitária ou jurídica, o qual aumenta o risco de sua prática.
O aborto clandestino não só provoca a perda do produto da concepção, senão que também produz graves lesões internas à mulher que muitas vezes a deixa impossibilitada para conceber no futuro, e em outros casos lhe ocasiona a morte.